# ルミエール (ゲイショップ)
ルミエールは、新宿2丁目にあるランドマーク的なゲイ・ショップである。

## 2丁目のランドマーク
1986年、新宿2丁目の仲通り沿いの雑居ビルにオープンし、ゲイタウン新宿2丁目においてランドマーク的な存在であり続けた。2丁目デビューが、ルミエールでゲイ雑誌を立ち読みしたことだった というゲイも多い。同店の周囲で待ち合わせしたり、たむろすゲイを「ルミ男」「ルミ子」と呼んだりする。始発までルミエールで立ち読みして時間を潰すゲイもいた。
かつては兄弟店に少年愛専門の「メモワール」が仲通りを挟んだ斜め向かいにあったが、未成年ポルノ規制強化の波を受けて閉店し、2002年からは中古専門店のコンボイになっている。また別の兄弟店「薔薇の文庫センター」「ベルジュルネ」も仲通りと花園通りの交差点にあったが、1997年頃「レインボーワールド」に統合した後、2009年頃閉店し現在はゲイバーになっている。ちなみに会員制ゲイ雑誌「アドニス」から、別冊手記集「MEMOIRE（メモワール）」が出ていたが、店名との関連は不明。
1990年代半ば頃から競合店が多くなり、競争環境は激化している。更にはインターネットのゲイ向けアダルトサイトや出会い系サイトの普及などで、2丁目を訪れるゲイが減少していることなどもあり、近年はかつてほどの吸引力は無くなってきていると言われる。しかし2丁目では今もシンボリックな存在であり、テレビ東京系「アド街ック天国」で新宿2丁目が取り上げられた回では、同店が10位以内に入っている。

## 競合
アキ総合企画、コートコーポレーション、KOカンパニー、ブロンコスタジオ、テキーラネットワーク（テキーラビデオ）などとは対立関係にある。アキ総合企画とはパラダイス設立時のバブルの頃からの商売敵としてのものであり、他のAVメーカーとは、家電量販店と家電メーカーの関係に似て、安く売りたいショップとそれでは利益が上がらないゲイAVメーカーの確執などが一因といわれる。ルミエールは他のゲイショップより価格を5~15%ほど低く設定することでゲイに人気があり、それに反発するメーカー側と軋轢が生じ始めたとされる。
アキ企画（現在はゲイAV制作から撤退）、KO、ブロンコ、テキーラの作品は取り扱っていたものの、ゲイ雑誌に掲載するルミエールやメモワールの広告で揶揄していた。アキ企画とコートはそれぞれが後に直営店舗を出したことで競合関係となり、両社の作品は扱わなくなった。京都（現在本社は大阪に移転）を地盤とするKO系とも京都・堂山町と2丁目に系列店を出店し合うなど、商売上の競合関係がより強まり、KO作品も扱わなくなっていた時期があった。直営店はメーカーの言い値で売ることができるため、結果としてゲイの消費者は、新作については高い買い物を余儀なくされることになった。

## ゲイビデオの制作
エレクトからルミエールへ
1970年代後半頃、ゲイショップ「エレクト」が現在のルミエールの斜め向かいの木造店舗にオープンした。そして80年代前半頃から「エレクト・オリジナル」というタイトルのゲイビデオの制作に乗り出したが、バブル手前の80年代半ば頃に同店舗は火災で焼失する。そして後継作品は86年に開店したルミエールに担われ、「ルミエール・オリジナル」のタイトルでリリースされていた。SMや浣腸作品が多いのが特徴だった。兄弟店のメモワールも、現在では違法だが18歳未満と思われるモデルが出演している少年愛系ビデオを「メモワール・オリジナル」のタイトルでリリースしていた。ただし非少年愛系作品もメモワールからはリリースされていた。
しかしルミエールは競合するゲイビデオメーカーが増えたことで、2000年前後にゲイビデオ制作から撤退を余儀なくされた。メモワールも未成年ポルノ規制の強まりで撤退した。

### 作品名
- ルミエール・メモワールオリジナル
  - 「大学水泳ボーイ 悪夢のような休日」「花よりSMフェア」「SMトラック野郎」「青年地獄体験記 あえぎドロロロ」「美少年玉地獄」「うまい男の食いくらべSM大合戦」「大学生の浣腸責め」「美少年ザ・オシッコ」
- エレクトオリジナル
  - 「青春アイラブユー残酷SM編」「美少年同士トリプルは最高」

## 多角経営
同じ経営者が、ルミエールのほか、ゲイ雑誌Badiのテラ出版、ウリ専バーのアンデルセンなどを有する。

## 所在地
所在地：新宿区新宿2－17-1 サンフラワービル1Ｆ

## 支店
- 札幌店
- 京都店
- 博多店